# Viadutos
Viadutos is een gemeente in de Braziliaanse deelstaat Rio Grande do Sul. De gemeente telt 5.728 inwoners (schatting 2009).